# (15374) Teta
(15374) Teta (1997 BG) – planetoida z pasa głównego asteroid okrążająca Słońce w ciągu 2,82 lat w średniej odległości 1,99 j.a. Odkryta 16 stycznia 1997 roku.